# Guillaume de Vorilong
Guillaume de Vorilong o de Vaurouillon (in latino Guilelmus de Valle Rouillonis) (1390 o 1394 – 1464) è stato un teologo francescano francese e ministro della provincia francescana della Turenna dal 1449 al 1461. 

Super quattuor libros Sententiarum Petri Lombardi, 1489

Scrisse una biografia di Duns Scoto e difese lo scotismo.

## Opere
- (LA) Guillaume de Vorilong, Super quattuor libros Sententiarum Petri Lombardi, Lyon, Johann Siber, 1489. URL consultato il 22 aprile 2015.